# ويليام إم. رايت
ويليام إم. رايت (بالإنجليزية: William M. Wright)‏ هو عسكري أمريكي، ولد في 24 سبتمبر 1863 في نيوآرك في الولايات المتحدة، وتوفي في 16 أغسطس 1943 في Walter Reed Army Medical Center ‏ في الولايات المتحدة.